# Armored Core: Master of Arena
Armored Core: Master of Arena es un videojuego de PlayStation. Este es parte de la serie Armored Core.

## Trama
Detrás de las escenas, en Isaac City, dos corporaciones están inmersas en una feroz guerra por el control y la supremacía total del mundo. Durante uno de los encuentros más violentos, un gran número de civiles inocentes están atrapados en el caos y la destrucción, y terminan muriéndose todos a causa de ello. Sin embargo, un sobreviviente, un joven, que perdió a toda su familia, que unos meses más tarde, el amargado superviviente decide tomar acción y venganza. Su objetivo es destruir al piloto de un AC, ese piloto es conocido como "Hustler One" que pilotea a Nine Ball, el AC cuales acontecimientos en que el día trágico llevó a su fin. Con el fin de descubrir y localizar la reputación de Hustler One, el joven busca la contratación del Raven's Nest. Y es así, como otro Raven más entra en la corporación de milicia mercenaria...

### Ambiente
- Hustler One - Es el piloto del AC, Nine Ball, él es el Raven que fue mejor calificado en la Arena desde su creación. No se sabe mucho acerca de este piloto, como también se sabe que pocos Ravens quieren desafiarlo y que él raramente acepta las misiones. Un hecho que permanece indiscutible es que él es una fuerza a tener en cuenta y que muestra pocas, si es que las tiene, debilidades.
- PROGTECH - PROGTECH es una corporación de investigación que rápidamente ganó influencia y poder. Su subida dentro de las filas corporativas es en gran parte atribuida a logros Innovadores en el desarrollo de tecnología relacionada con los AC (Armored Core). El jugador central de la firma es un científico brillante y la cabeza de R&D, llamado Elan Cubis.
- Lana Nielsen - Una operadora de trabajo para el Raven's Nest. Aparentemente simpática que busca el carácter del jugador después de que él se convierte en un Raven, y actúa como su gerente, en la promesa de conducir finalmente al jugador a una batalla contra Nine Ball. Sin embargo, cuando el juego continúa, sus motivaciones entran en la duda, y como muchas cosas en el universo de AC, ella no es exactamente lo que parece. En la batalla final donde el Raven lucha contra Nine-Ball en su forma definitiva, ella parece ser la primera Hustler One que lucha contra ti.
- Elan Cubis  - Líder de investigación y desarrollo de PROGTECH y principal patrocinador del protagonista del juego. Cubis sospecha que todos pueden no tener razón dentro del Raven's Nest y él quiere que el protagonista del juego le ayude con sus investigaciones. Sin embargo, como él comienza a descubrir más y más información se pone a sí mismo y a su compañero Raven en mayor peligro. Él incluso al final se encuentra a sí mismo en la mira de Nine Ball.

## Serie de videojuegos
| Nombre                          | Año  |  |
| ------------------------------- | ---- |  |
| Amored Core                     | 1997 |  |
| Armored Core: Project Phantasma | 1997 |  |
| Armored Core: Master of Arena   | 1999 |  |
| Armored Core 2                  | 2000 |  |
| Armored Core 2: Another Age     | 2001 |  |
| Armored Core 3                  | 2002 |  |
| Silent Line: Armored Core       | 2003 |  |
| Armored Core: Nexus             | 2004 |  |
| Armored Core: Nine Breaker      | 2004 |  |
| Armored Core: Formula Front     | 2004 |  |
| Armored Core: Last Raven        | 2005 |  |
| Armored Core 4                  | 2006 |  |
| Armored Core: for Answer        | 2008 |  |

- Datos: Q2451182